# Mikor a vodka a fejembe száll
A Mikor a vodka a fejembe száll az MC Hawer és Tekknő nevű, mulatós popzenét játszó magyar könnyűzenei duó (Koczka Géza és Benyó Miklós) közös albuma 2002-ből, amely 12+1 számot tartalmaz. Az album 62 hétig szerepelt a Mahasz lemezeladási listáján, és megszerezte az első helyet.

## A dalok címe
| 1  | A Börtön Árnyékában                                              | 3:53 |
| 2  | Mikor A Vodka A Fejembe Száll                                    | 3:15 |
| 3  | Ha Bemegyek A Kocsmába...                                        | 3:29 |
| 4  | Boldogság, Szerelem                                              | 3:56 |
| 5  | Ha Van Urad...                                                   | 3:18 |
| 6  | Fáj A Szívem...                                                  | 4:00 |
| 7  | Macskajaj (Bubamara)                                             | 4:01 |
| 8  | Szeretlek, Szeretlek                                             | 3:00 |
| 9  | Hajjaj, Fekete Vonat                                             | 4:01 |
| 10 | Diszkopolka                                                      | 3:12 |
| 11 | Húsz Év Múlva                                                    | 3:26 |
| 12 | A Börtön Árnyékában (Tekkno Vs. Latenite Works Acoustic Version) | 3:18 |
| 13 | 1 Veleg 2002                                                     | 7:55 |